# Fiction Records
Fiction Records é uma editora discográfica ligada à Polydor criada pelo neozelandês Chris Parry em 1978. A banda britânica The Cure foi a primeira banda a assinar por esta editora.